# امیلین، لادز ویوودشیپ
امیلین، لادز ویوودشیپ (به لاتین: Amelin, Łódź Voivodeship) یک منطقهٔ مسکونی در لهستان است که در Gmina Radomsko واقع شده‌است.

## خصوصیات
امیلین ۲۴۰ نفر جمعیت دارد.